# Persnäs församling
Persnäs församling var en församling i  Växjö stift och Borgholms kommun. Församlingen uppgick 2006 i Högby-Källa-Persnäs församling.

## Kyrkor
- Persnäs kyrka

## Administrativ historik
Församlingen har medeltida ursprung.
Församlingen utgjorde fram 1554 ett eget pastorat för att därefter bli moderförsamling i pastoratet Persnäs och Föra. År 1962 blev församlingen annexförsamling i pastoratet Högby, Källa och Persnäs som från 1995 inkluderade Böda församling. Församlingen uppgick 2006 i Högby-Källa-Persnäs församling som sedan 2010 uppgick i Nordölands församling.
Församlingskod var 088516.

## Series pastorum
| Ämbetstid              | Namn                                            | Levnadstid             | Kommentar                   |
| (1404)                 | Matthias                                        |                        |                             |
| (1508)                 | Halstanus Baeltare                              |                        |                             |
| (1525)                 | Laurentius Olai                                 |                        |                             |
| (1536)                 | Jöns Johannis                                   |                        |                             |
| 1540–1541              | Lyder                                           | d. 1541                |                             |
| ?–1553                 | Thor                                            | d. 1553                |                             |
| 1554–1611              | Petrus Erasmi                                   | d. 1611                | Persnäs och Föra församling |
| 1611–1614              | Laurentius Elai                                 | d. 1614                | Persnäs och Föra församling |
| 1614–1643              | Johannes Simonis Falkius (Hans Simonsson Falck) | d. 1643                | Persnäs och Föra församling |
| 1644–1650              | Laurentius Andreae (Calmariensis)               | d. 1650                | Persnäs och Föra församling |
| 1651–1655              | Elaus Laurentii Bodinus                         | d. 1655                | Persnäs och Föra församling |
| 1656–1678              | Petrus Anundi                                   | 1608–1678              | Persnäs och Föra församling |
| 1679–1685              | Gustaf Petri Passenius                          | 1645–1685              | Persnäs och Föra församling |
| 1686–1734              | Haquinus Svenonis Sandberg                      | 1654–1734              | Persnäs och Föra församling |
| 1736–1753              | Lars Höök                                       | 1698–1759              | Persnäs och Föra församling |
| 1753–1764              | Peter Anders Bergström                          | 1700–1764              | Persnäs och Föra församling |
| 1767–1790              | Georg Melin                                     | 1721–1790              | Persnäs och Föra församling |
| 1791–1822              | Nils Johansson Lundeberg                        | 1747–1822              | Persnäs och Föra församling |
| 1824–1841              | Erik Gustaf Hoflund                             | 1771–1841              | Persnäs och Föra församling |
| 1843–1889              | Pehr Amnell                                     | 1803–1889              | Persnäs och Föra församling |
| 1892–1931              | Ernst Gustaf Håkansson                          | 1853–1931              | Persnäs och Föra församling |
| 1932–(åtminstone 1951) | Nils Lindahl                                    | 1901–(åtminstone 1951) | Persnäs och Föra församling |